# Zapad
Manöver Zapad (zapad är ryska för väst) är en återkommande storskalig militärmanöver som har genomförts i Sovjetunionen (senare i Ryssland) år 1981 och 1999. Efter tio års uppehåll genomfördes en ny övning i september 2009. 2017 genomfördes övning på nytt. 

## Zapad-81
Manövern Zapad-81 ('Väst-81') var den största militärmanöver som Sovjetunionen någonsin hade genomfört, enligt källor från NATO och Förenta Staterna (de Weydenthall et al., 1983). Den pågick den 4-12 september 1981. Zapad-81 var en operation som inkluderade element från samtliga grenar av den sovjetiska militären och introducerade flera nya element, som till exempel den strategiska medeldistansmissilen RSD-20 och hangarfartyget Kiev.
Manövern var i huvudsak en styrkedemonstration och propagandafilmer spelades in med bilder på storskaliga offensiver och avslutades med en segerparad. Förutom den rena propagandan så var Zapad-81 också en demonstration av vilka styrkor Sovjetunionen hade tillgängliga i Polen, som under den här tiden genomgick en period av oroligheter efter den s.k. reformkommunismens sammanbrott på 1970-talet (se Polens historia för ytterligare information). Manövern inkluderade en amfibielandstigning i Polen nära Gdańsk, som en påminnelse till polackerna om att Sovjetunionen kunde ta till militärt våld om det befanns nödvändigt.
Manövern kritiserades av Förenta Staterna som en överträdelse av Helsingforskonferensens krav på förvarning av militärmanövrer.

## Zapad-99
Manövern Zapad-99  var också den en storskalig manöver som genomfördes i juni 1999. Resultatet av denna övning tvingade Ryssland att anta ett nytt koncept för sina väpnade styrkor eftersom övningen visade att konventionella ryska stridskrafter inte kunde slå tillbaka en NATO-offensiv. Detta ökade i sin tur beredvilligheten att använda sig av taktiska kärnvapen.
Förutom kontroversen i kärnvapenfrågan så skapade Zapad-99 också spänningar när amerikanskt jaktflyg avvisade ryskt bombflyg som enligt uppgift skall ha kränkt norskt och isländskt luftrum.
Vidare läsning: (Kipp, 2001)

## Zapad-09
Zapad-09 aviserades för september 2009. Övningen ägde rum i bland annat Kaliningrad och Vitryssland och inkluderade fällning av pansarfordon medelst fallskärm.

## Zapad-17
Zapad-17 var en gemensam strategisk övning av Ryssland samt Vitrysslands väpnande styrkor (mark-, marin-, och luftstyrkor) som pågick under perioden 14–21 september 2017. Enligt officiella uppgifter deltog cirka 13.000 ryska och vitryska soldater i övningen, dock menade Litauiska staten att upp till 100.000 soldater från Ryssland och Vitryssland skulle komma att delta. Övningen hölls till större delen i de vitryska gränsregionerna till Litauen, men även i den ryska enklaven Kaliningrad oblast samt över Östersjön. Övningen pågick under samma period som den svenska försvarsmaktsövningen Aurora 17.

## Zapad-21
Zapad 2021 var en gemensam strategisk övning mellan Ryska federationens och Vitrysslands väpnade styrkor, som ägde rum den 10–15 september 2021. Enligt Ryska federationens försvarsministerium deltog cirka 200 000 militärer, upp till 760 utrustningsdelar och 15 fartyg i övningarna.